# Phoenicoparrus andinus

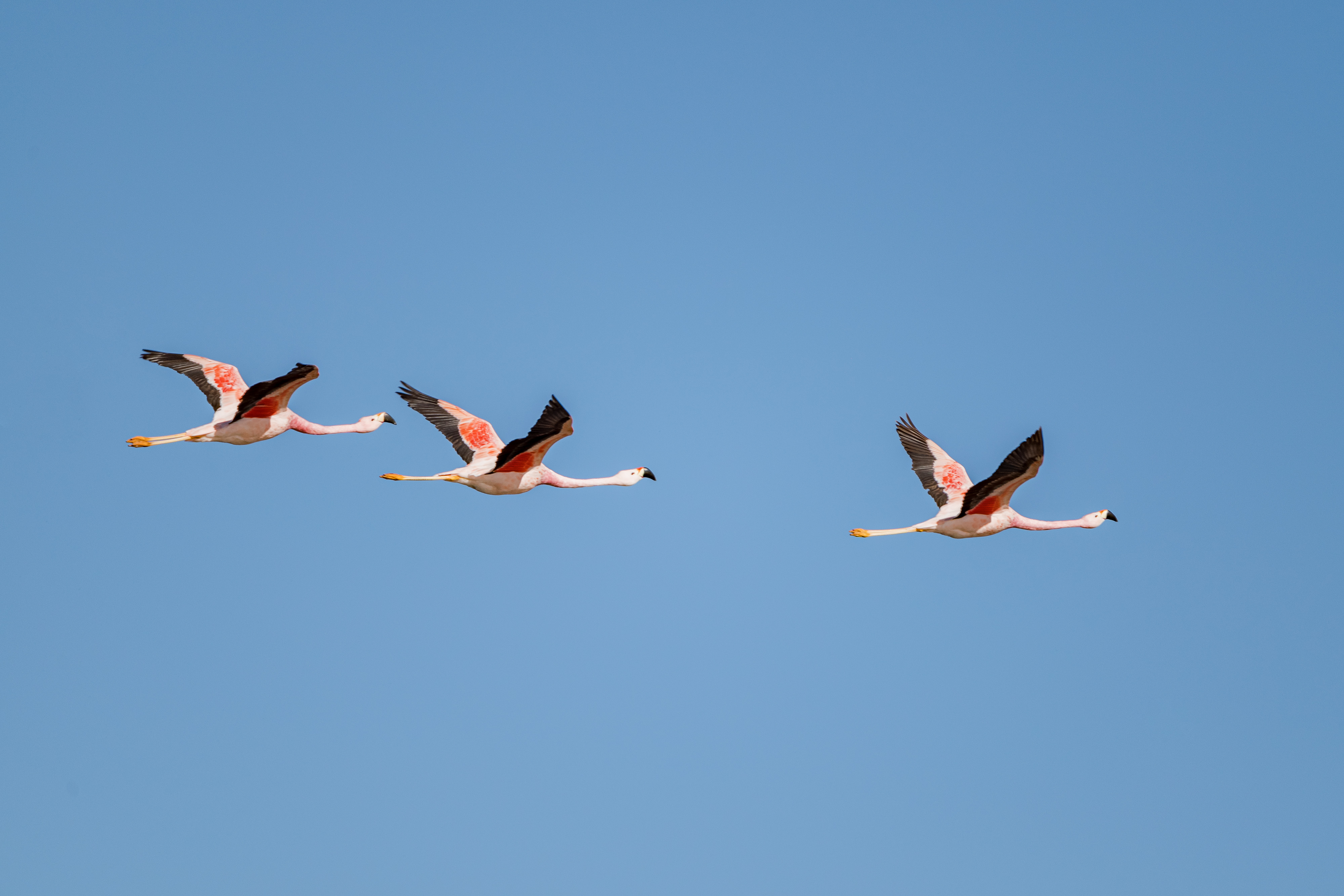
Flamencos Andinos o Parina Grande (Phoenicoparrus andinus) (Andean flamingo), tres individuos volando en línea, Bolivia

La parina grande (Phoenicoparrus andinus), también llamada flamenco andino, es una especie de ave de la familia de los flamencos. Tiene un plumaje rosa pálido, con rayas rojo oscuro en el cuello y la parte superior del pecho, un pico amarillo claro, cuya punta negra se extiende más allá del punto de inflexión, y patas amarillas. Las plumas de vuelo forman un triángulo negro bien marcado en el dorso. Este flamenco, el más grande de Sudamérica, habita en las regiones montañosas del sur de Perú, Bolivia, el norte de Chile y el noroeste de Argentina. Se alimenta exclusivamente de diatomeas (algas) en aguas poco profundas.
Puede formar colonias con la parina chica y el flamenco chileno. Construye nidos de barro en forma de cono y pone huevos de diciembre a febrero. La nidada suele contener un huevo. La coloración de los polluelos es grisácea con estrechas rayas negras en la parte superior.

## Otros nombres
Es también conocido como parihuana (Perú), pariguana (Bolivia), tococo (idioma kunza),  jututu y chururu (Chile).

## Descripción
Tiene un tamaño de 1,1 m y una altura de 136 cm. Su envergadura alar está entre 1 y 1,6 m. El color general del plumaje es blancuzco con rosado fuerte; la parte de la cola se encuentra cubierta de plumas negras, y la parte superior del pecho presenta coloración violeta. Su pico es en gran parte negro, con presencia de coloración amarilla en la base. Sus patas son amarillas.

## Distribución
Es propia de la región central de los Andes, abarcando un territorio que va desde el sur del Perú, hasta las regiones norteñas de Chile y de Argentina, incluyendo el occidente de Bolivia. Su hábitat incluye desde regiones situadas al nivel del mar hasta lagunas altoandinas y salares. Algunas de las zonas protegidas donde pueden encontrarse son la Reserva Nacional de Fauna Andina Eduardo Abaroa (Bolivia), la Reserva Nacional de Paracas, la Reserva Salinas y Aguada Blanca (ambas en Perú), la Laguna Mar Chiquita (Argentina) y el Salar de Atacama (Chile) .

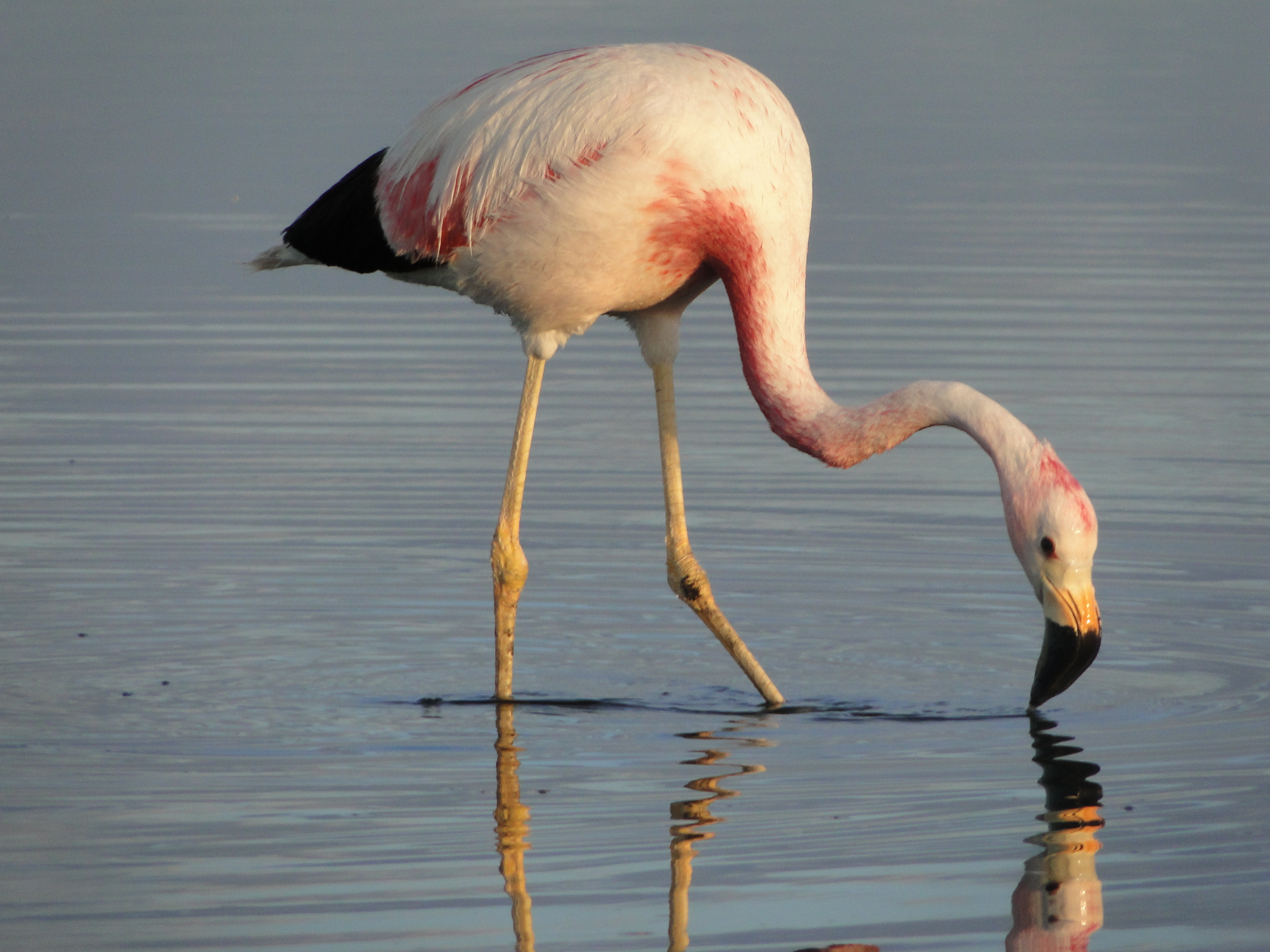
Parina grande en un lago en Salar de Atacama, Chile

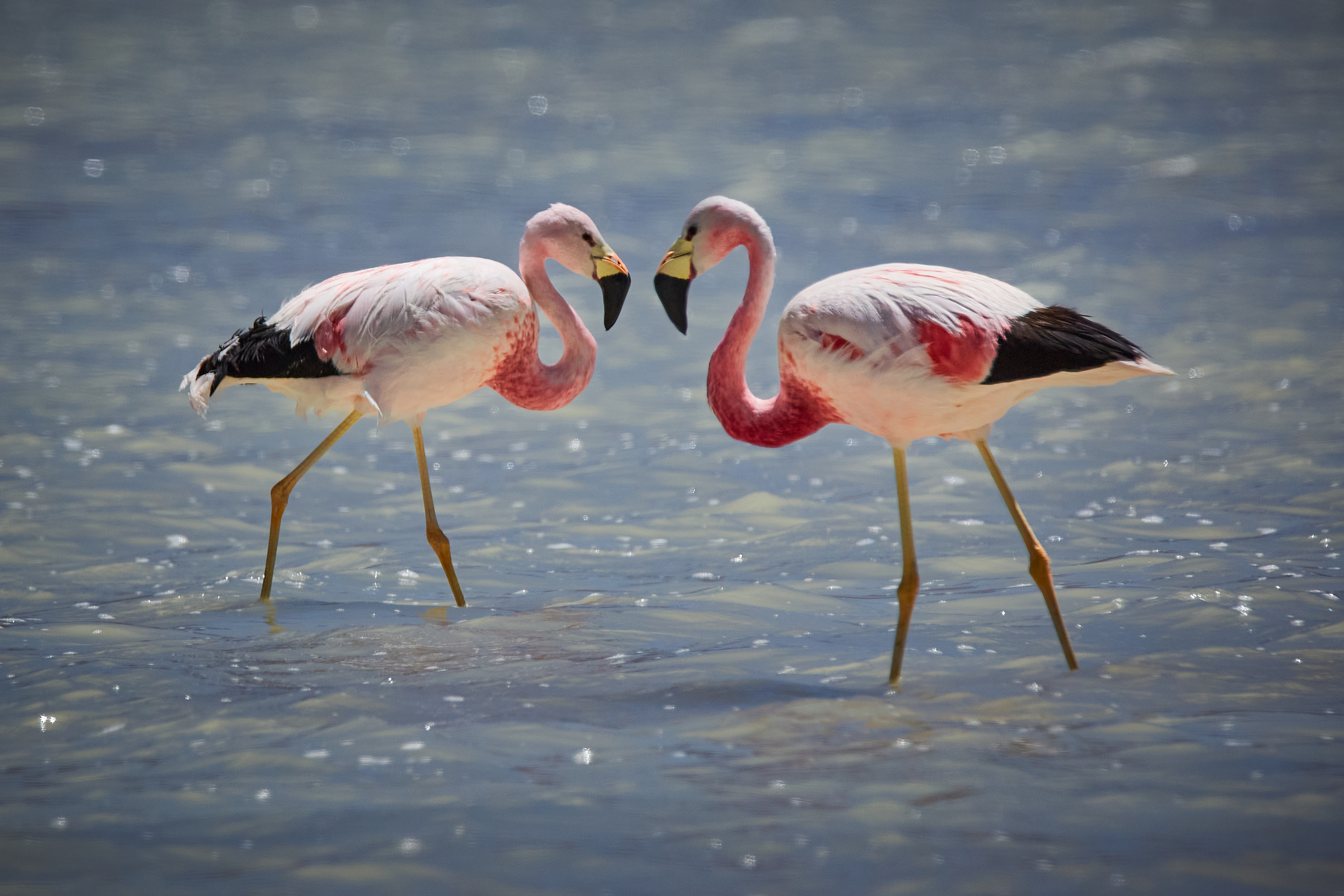
Pareja de flamencos andinos (Phoenicoparrus andinus) en Bolivia.

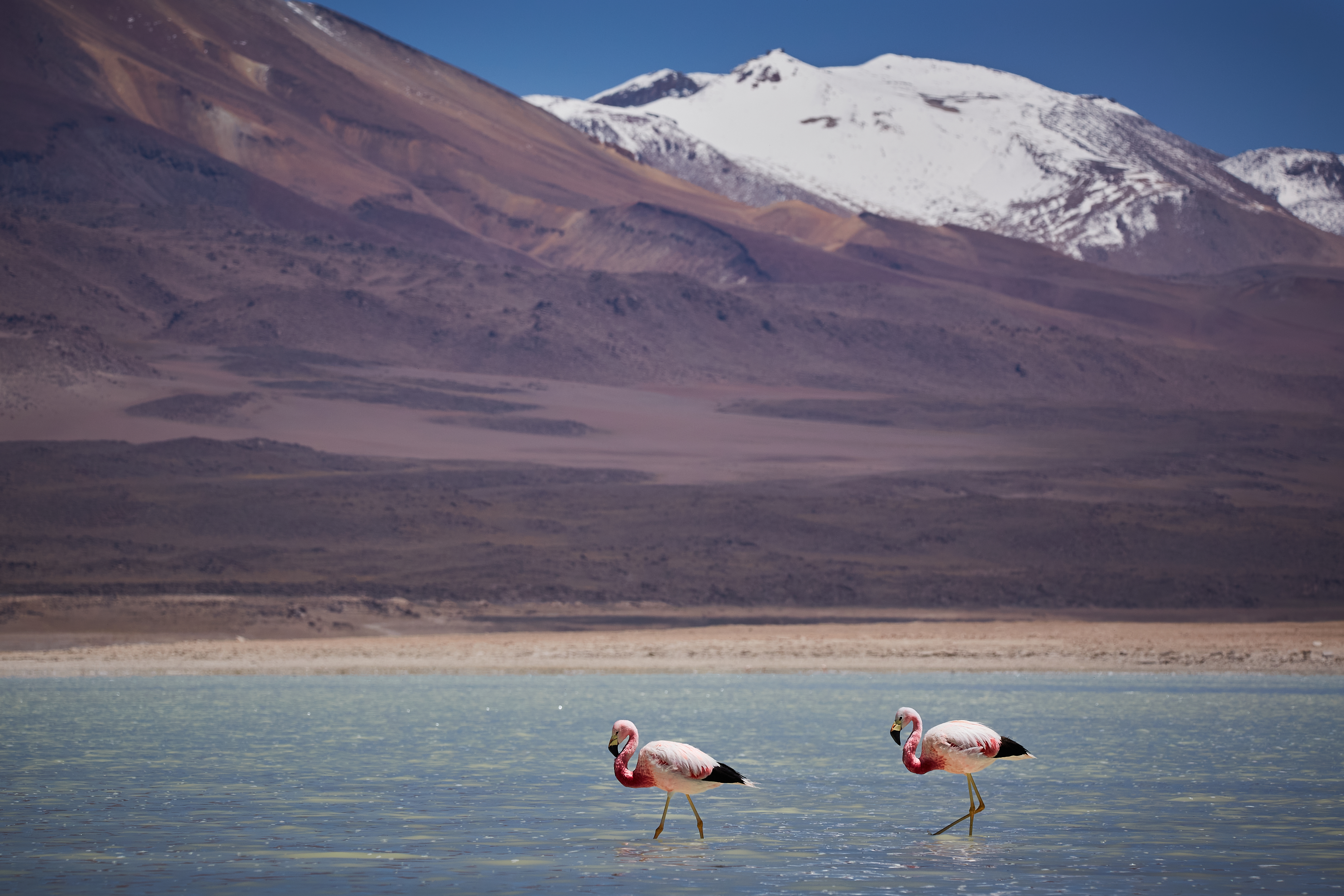
Flamencos andinos en la Reserva nacional de fauna andina Eduardo Abaroa, Bolivia

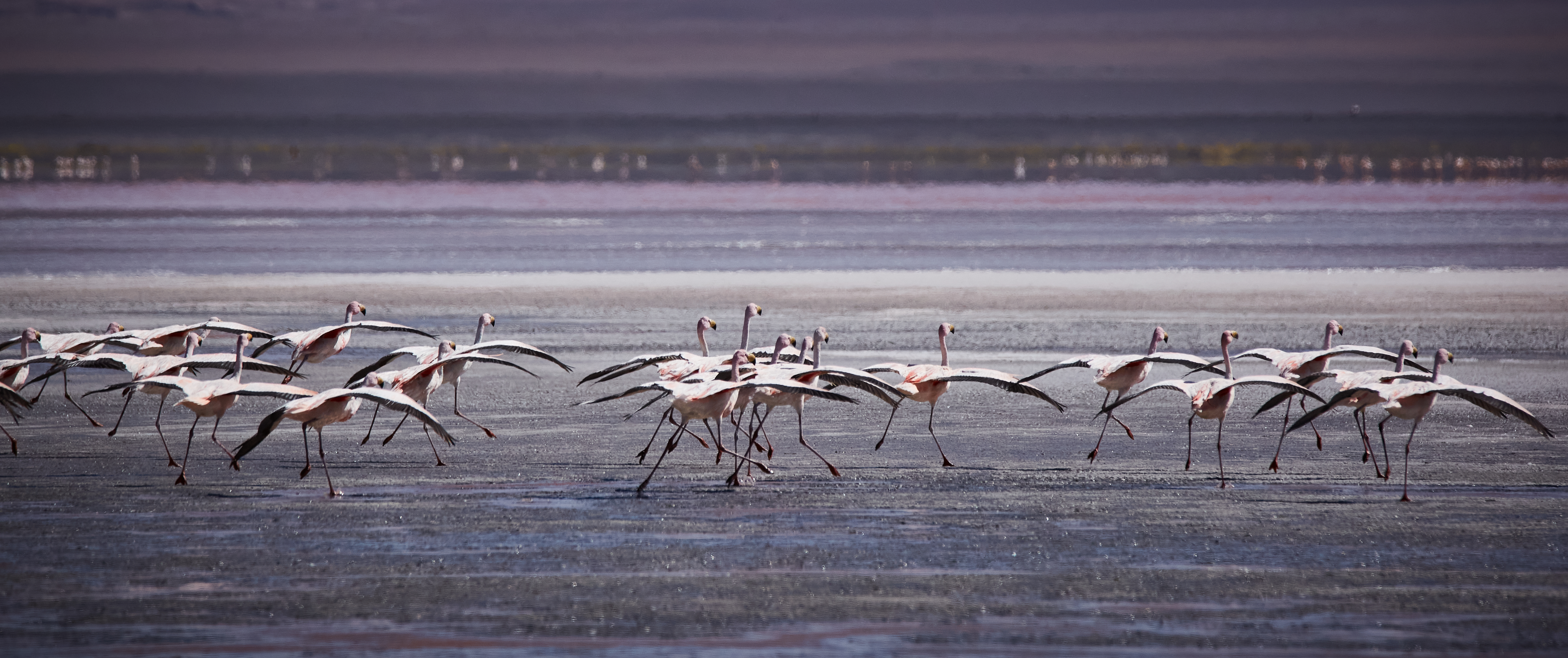
Flamencos andinos levantando vuelo en la Reserva nacional de fauna andina Eduardo Abaroa, Bolivia.

## Conducta

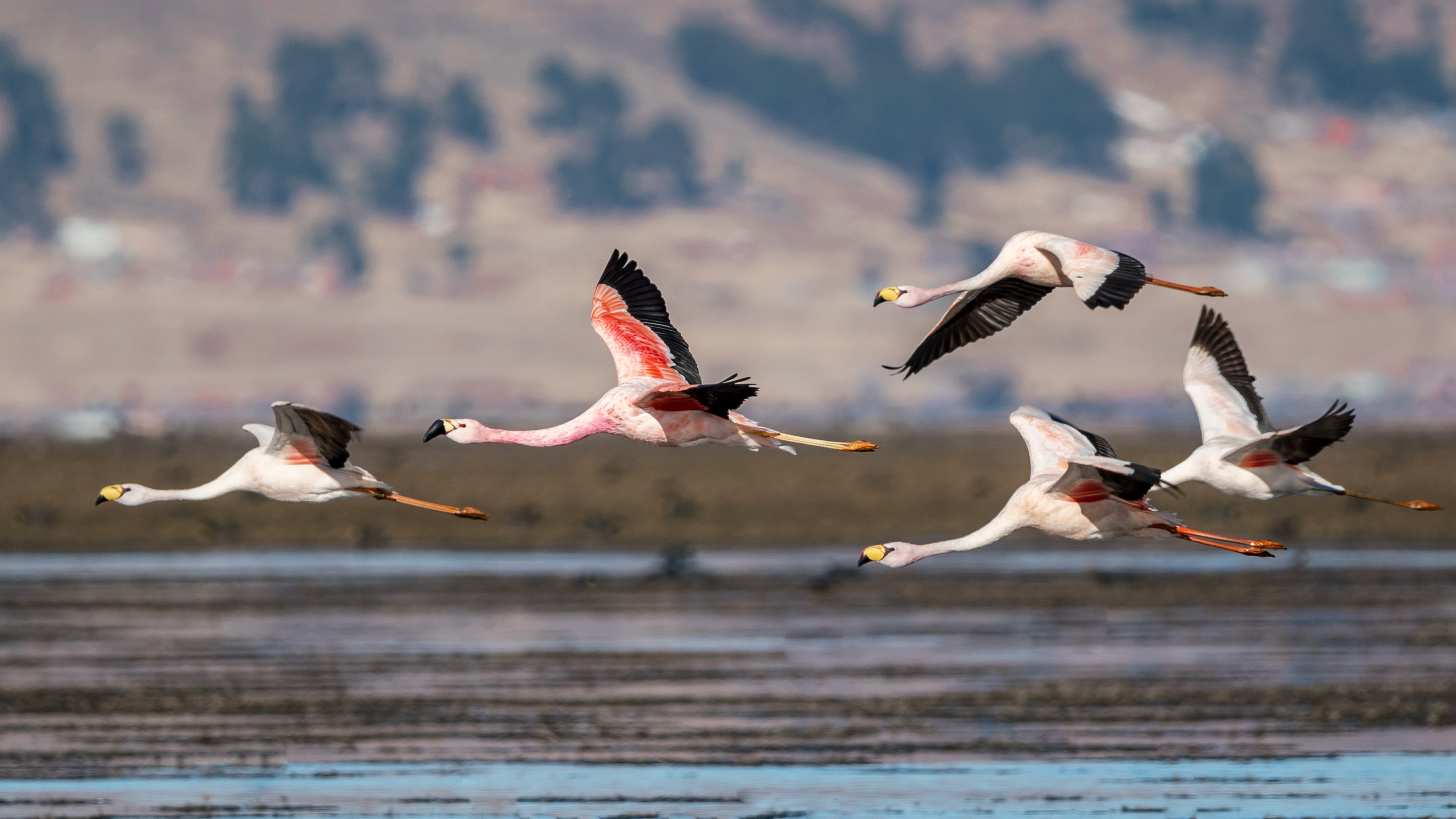
Un flamenco andino y cuatro flamencos de James en vuelo

Pueden desplazarse grandes distancias hacia humedales de reproducción y en busca de alimento, aún durante la incubación y cría de pollos. El principal sitio de nidificación a nivel mundial para esta especie es el Salar de Atacama, en Chile. Aproximadamente diez días después de la eclosión de los huevos, los adultos comienzan a desplazarse hacia otras lagunas, dejando a las crías a cargo de las nodrizas, las cuales se encargan de su alimentación y cuidado. A los tres meses de edad los polluelos están aptos para volar y comienzan a desplazarse, principalmente hacia latitudes más septentrionales.